# Referendum in Frankreich 2005 zur Europäischen Verfassung
Am 29. Mai 2005 fand in Frankreich ein Referendum zur Annahme des Vertrages über eine Verfassung für Europa statt. Eine Mehrheit von 55,7 % der Abstimmenden stimmte gegen die Annahme des Vertrages.

## Vorgeschichte

Geplante Ratifizierungen:
durch Parlamentsbeschluss
nach einem Referendum

Die Staats- und Regierungschefs der Europäischen Union hatten am 29. Oktober 2004 in Rom den Vertrag über eine Verfassung für Europa unterzeichnet. Der Vertrag sollte die Effizienz der Zusammenarbeit innerhalb der Europäischen Union (EU) verbessern, sowie die Rechte des europäischen Parlaments stärken. Außerdem enthielt er einen Grundwertekatalog, in denen sich die EU auch auf bestimmte Ziele festlegte. Nach der Vertragsunterzeichnung begann der Ratifizierungsprozess in den einzelnen Mitgliedsländern der EU. In den meisten Mitgliedsstaaten reichte hierfür ein Parlamentsbeschluss. Die Verfassung einiger Mitgliedstaaten (beispielsweise Irlands) schrieb zwingend eine Volksabstimmung hierfür vor. In anderen Mitgliedstaaten, in denen nach der Verfassung auch ein einfacher Parlamentsbeschluss ausgereicht hätte, kündigten die Regierungen eine Volksabstimmung an. Dies geschah, um dem Vertrag mehr demokratische Legitimation zu verleihen, zum Teil aber auch aus innenpolitischen Gründen, zum Beispiel unter dem Druck einer Öffentlichkeit, die ein direktes Mitspracherecht forderte. In manchen Mitgliedsstaaten war eine Volksabstimmung auch nicht ohne weiteres möglich, da sie zunächst eine Verfassungsänderung erfordert hätte (beispielsweise in Deutschland).
Zu der erstgenannten Staatengruppe (Ratifikation per Parlamentsbeschluss) gehörten Deutschland und Österreich. Der Deutsche Bundestag und Bundesrat sowie der österreichische Nationalrat und Bundesrat stimmten im Mai 2005 mit großen Mehrheiten dem Vertrag zu.
Zur letztgenannten Gruppe von Ländern, deren Regierungen die Absicht erklärten, eine Volksabstimmung über den Vertrag abzuhalten, gehörten die folgenden 10 Länder: Dänemark, Frankreich, Irland, Luxemburg, die Niederlande, Polen, Portugal, Spanien und das Vereinigte Königreich.
Das erste dieser Referenden fand am 20. Februar 2005 in Spanien statt. Bei einer Wahlbeteiligung von 42,3 % stimmten 76,7 % der Wähler für die Vertragsannahme.

## Situation in Frankreich

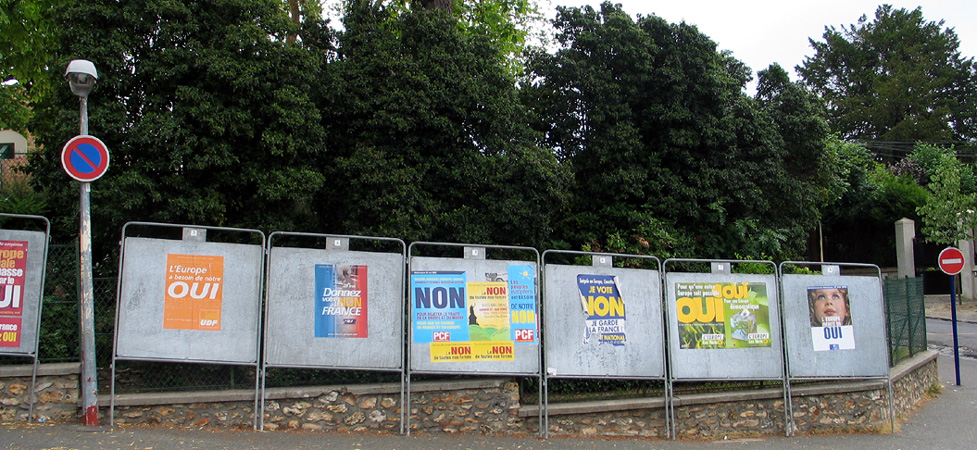
Wahlplakate vor dem Referendum

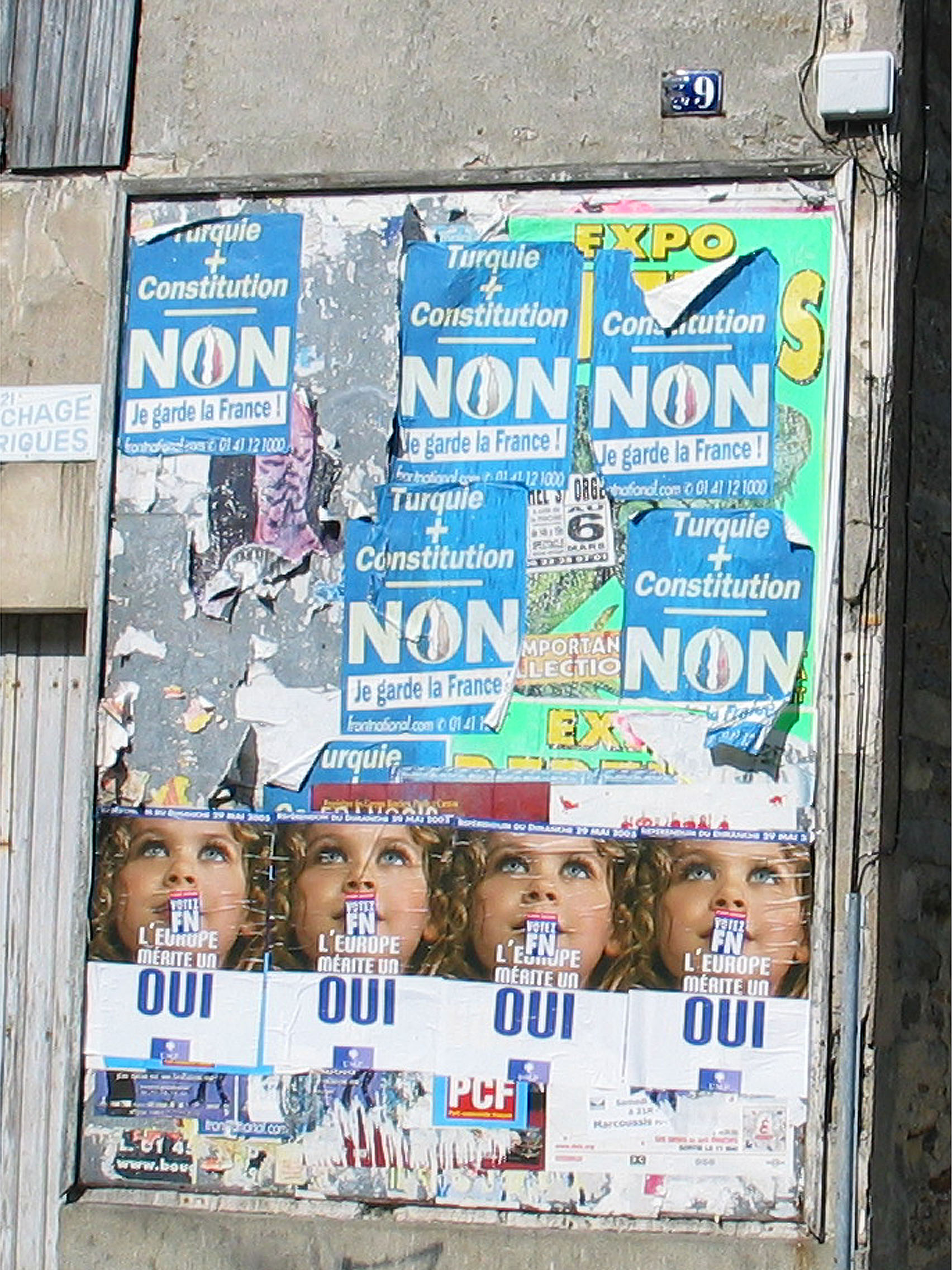
Wahlplakate

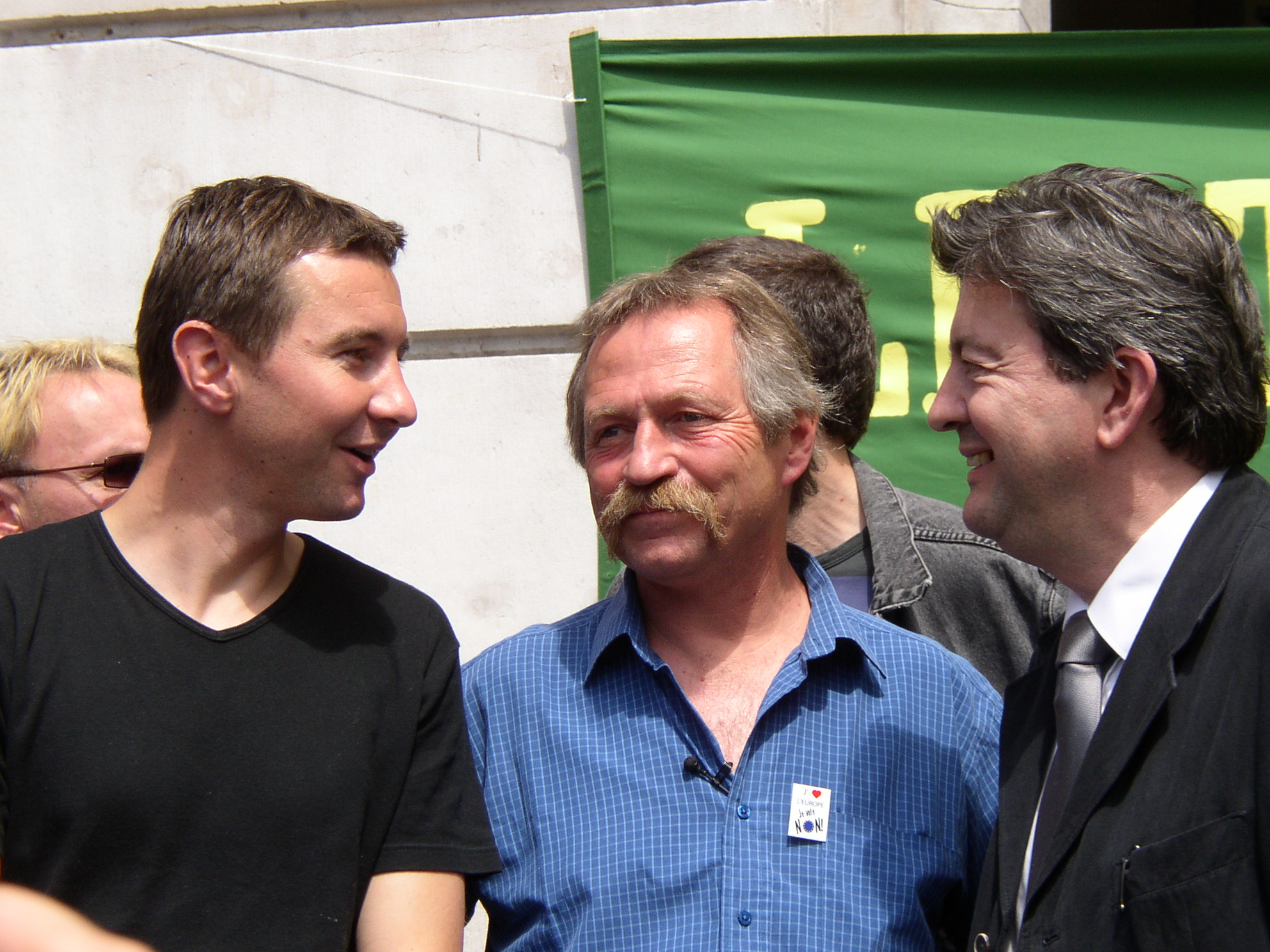
Parteiführer der Linken vor dem Referendum (v. l. n. r.): Olivier Besancenot, José Bové und Jean-Luc Mélenchon

In Frankreich wäre für die Vertragsratifizierung keine Volksabstimmung notwendig gewesen. Eine Zustimmung des französischen Parlaments hätte hierfür ausgereicht. Präsident Jacques Chirac entschied jedoch nach Konsultationen mit den wichtigsten politischen Parteien, eine Volksabstimmung über die Frage anzusetzen und kündigte dies in einer Ansprache am 4. März 2005 an. Zu diesem Zeitpunkt sagten die Meinungsumfragen eine Mehrheit von 55 bis 60 % für die Befürworter des Vertrages voraus. Als Termin für die Abstimmung wurde der 29. Mai 2005 angesetzt.
Die meisten großen politischen Parteien sprachen sich für eine Annahme des Vertragswerkes aus. Dazu gehörten die bürgerlichen UMP, die UDF und Parti radical de gauche (PRG), die Sozialistische Partei (PS), und die Grünen (Les Verts). Allerdings gab es insbesondere bei den Sozialisten und den Grünen auch viele kritische Stimmen hinsichtlich der EU. Der prominenteste Dissident innerhalb der PS war der ehemalige Premierminister Laurent Fabius.
Gegen die europäische Verfassung sprachen sich im politisch rechten Spektrum die rechtsextremen Front National und Mouvement national républicain, die EU-skeptischen und nationalkonservativen Mouvement pour la France (MPF) unter Philippe de Villiers und Rassemblement pour la France et l’indépendance de l’Europe (RPF) unter Charles Pasqua aus. Im linken politischen Spektrum waren neben dem linksnationalistischen Mouvement républicain et citoyen (MRC) die LCR, LO und die Kommunistische Partei (PCF) für ein „Nein“-Votum.
In der politischen Debatte wurde als Argument für die Europäische Verfassung die Notwendigkeit, die Europäischen Institutionen nach der EU-Erweiterung 2004 neu zu ordnen, genannt. Die Erweiterung der Befugnisse des Europäischen Parlaments führe zu einer Demokratisierung der europäischen Institutionen. Die Gegner des Projektes betonten den Verlust an französischer Souveränität. Die Zielrichtung der EU-Politik sei zu sehr auf wirtschaftsliberale Ziele ausgerichtet und müsse mehr soziale Aspekte integrieren. Von Seiten der rechtskonservativen Parteien wurde auch die mögliche Mitgliedschaft der Türkei in der Europäischen Union thematisiert, die von weiten Teilen der französischen Öffentlichkeit abgelehnt wurde.

## Abstimmung und Ergebnis
Die Abstimmung fand am 29. Mai 2005 statt. Den Wählern wurde folgende Frage vorgelegt:

« Approuvez-vous le projet de loi qui autorise la ratification du traité établissant une constitution pour l'Europe ? »

„Unterstützen Sie das Gesetz zur Ratifikation des Vertrages, der eine Verfassung für Europa einführen soll ?“

### Landesweites Ergebnis
| Antwort                                 | Stimmen    | in Prozent |
| --------------------------------------- | ---------- | ---------- |
| Ja                                      | 12.808.270 | 45,33 %    |
| Nein                                    | 15.449.508 | 54,67 %    |
|                                         |            |            |
| Gültige Stimmen                         | 28.257.778 | 97,48 %    |
| Ungültige Stimmen und leere Stimmzettel | 730.522    | 2,52 %     |
| Stimmen insgesamt                       | 28.988.300 | 100,0 %    |
| Stimmberechtigte/Wahlbeteiligung        | 41.789.202 | 69,37 %    |

### Ergebnis nach Regionen

Ergebnisse in den Départements

Ergebnisse in den Regionen

Ergebnis nach Gemeinden

In den Regionen ergaben sich zum Teil sehr unterschiedliche Zustimmungsraten.
| Region                     | Ja        | Ja    | Nein      | Nein  | Ungültige Stimmen (in %) | Wahl- beteiligung (in %) |
| Region                     | Stimmen   | in %  | Stimmen   | in %  | Ungültige Stimmen (in %) | Wahl- beteiligung (in %) |
| -------------------------- | --------- | ----- | --------- | ----- | ------------------------ | ------------------------ |
| Elsass                     | 418.268   | 53,44 | 364.356   | 46,56 | 2,65                     | 68,29                    |
| Aquitanien                 | 655.690   | 42,84 | 874.793   | 57,16 | 2,74                     | 73,38                    |
| Auvergne                   | 287.179   | 42,43 | 389.707   | 57,57 | 3,11                     | 71,88                    |
| Burgund                    | 320.846   | 41,48 | 452.703   | 58,52 | 2,63                     | 70,16                    |
| Bretagne                   | 802.273   | 50,90 | 773.947   | 49,10 | 2,71                     | 73,35                    |
| Centre                     | 512.279   | 43,01 | 678.832   | 56,99 | 2,68                     | 71,81                    |
| Champagne-Ardenne          | 258.028   | 42,90 | 343.379   | 57,10 | 2,20                     | 68,31                    |
| Korsika                    | 45.598    | 42,24 | 62.364    | 57,76 | 1,33                     | 56,13                    |
| Franche-Comté              | 234.699   | 42,19 | 321.565   | 57,81 | 2,73                     | 72,98                    |
| Guadeloupe                 | 33.779    | 58,60 | 23.863    | 41,40 | 10,34                    | 22,21                    |
| Französisch-Guayana        | 6.850     | 60,14 | 4.541     | 39,86 | 9,99                     | 23,11                    |
| Île-de-France              | 2.278.402 | 53,99 | 1.941.984 | 46,01 | 1,84                     | 70,43                    |
| Languedoc-Roussillon       | 451.225   | 37,62 | 748.153   | 62,38 | 2,59                     | 72,24                    |
| Limousin                   | 157.357   | 40,75 | 228.779   | 59,25 | 3,56                     | 73,78                    |
| Lothringen                 | 467.072   | 43,57 | 605.036   | 56,43 | 2,18                     | 67,83                    |
| Martinique                 | 48.179    | 69,03 | 21.620    | 30,97 | 9,65                     | 28,37                    |
| Midi-Pyrénées              | 588.830   | 42,84 | 785.771   | 57,16 | 3,23                     | 74,27                    |
| Nord-Pas-de-Calais         | 661.394   | 35,12 | 1.222.089 | 64,88 | 2,26                     | 69,29                    |
| Basse-Normandie            | 324.402   | 44,81 | 399.501   | 55,19 | 2,33                     | 71,88                    |
| Haute-Normandie            | 308.993   | 35,60 | 559.020   | 64,40 | 2,01                     | 72,37                    |
| Pays de la Loire           | 841.866   | 50,11 | 838.038   | 49,89 | 3,24                     | 72,11                    |
| Picardie                   | 315.959   | 34,96 | 587.713   | 65,04 | 2,02                     | 72,10                    |
| Poitou-Charentes           | 382.090   | 44,65 | 473.609   | 55,35 | 3,11                     | 71,78                    |
| Provence-Alpes-Côte d’Azur | 860.524   | 41,21 | 1.227.731 | 58,79 | 1,94                     | 69,26                    |
| Réunion                    | 95.298    | 40,01 | 142.871   | 59,99 | 5,73                     | 53,62                    |
| Rhône-Alpes                | 1.241.229 | 48,38 | 1.324.332 | 51,62 | 2,47                     | 69,96                    |

## Analyse des Wahlergebnisses und die Folgen
Das Nein-Votum der französischen Wähler kam nicht ganz unerwartet, da die Umfragen kurz vor dem Wahltermin auf einen entsprechenden Stimmungsumschwung hingewiesen hatten. Politische Kommentatoren mutmaßten, dass vor allem innenpolitische Gegebenheiten in Frankreich den Ausschlag gegeben hatten und dass das Votum kein Nein zu Europa, sondern eine Absage an das französische und europäische politische Establishment sei. Der Vorsitzende des Europäischen Rats, der luxemburgische Premierminister Jean-Claude Juncker betonte, dass der Ratifizierungsprozess in den anderen Ländern weitergehen müsse. Bis zum französischen Referendum hatten schon 9 Mitgliedsstaaten den Vertrag ratifiziert. Letztlich wurden aber nur noch Referenden in den Niederlanden (am 1. Juni 2005) und in Luxemburg (am 10. Juli 2005) abgehalten. Alle weiteren Referenden wurden abgesagt.
Eine von der Europäischen Kommission in Auftrag gegebene Wahlanalyse kam einen Monat nach dem Referendum zu dem Schluss, dass vor allem Wähler der politischen Linken mit „Nein“ gestimmt hatten. Je 61 % der Wähler der Sozialistischen Partei und der Grünen und über 90 % der Wähler der Kommunistischen Partei hätten mit „Nein“ gestimmt, während dies bei Anhängern von UMP/UDF nur 25 % gewesen seien. Ebenso hätten Wähler in ländlichen Regionen eher mit „Nein“ gestimmt, als Wähler in städtischen Regionen. Als Gründe für ein negatives Votum wurden Sorgen geäußert, die europäische Verfassung könne die Wirtschaftslage in Frankreich verschlechtern und die Arbeitslosigkeit erhöhen. Etwa ein Fünftel aller mit Nein Votierenden nannte eine ablehnende Haltung gegenüber dem Präsidenten Chirac und der Regierung als Hauptgrund für ihr Votum. „Ja“-Wähler nannten als Hauptgrund für ihre Wahl die Notwendigkeit, Europa weiter aufzubauen. 90 % der Befragten befürworteten nach dieser Umfrage grundsätzlich die Mitgliedschaft Frankreichs in der Europäischen Union.
Innenpolitisch hatte das „Nein“-Votum zur Folge, dass der in dieser Frage erfolglos agierende Premierminister Jean-Pierre Raffarin zwei Tage nach dem Referendum am 1. Juni 2005 zurücktrat. Sein Nachfolger wurde Dominique de Villepin.
Nur drei Tage nach dem Referendum in Frankreich fand am 1. Juni 2005 ein analoges Referendum in den Niederlanden zur Europäischen Verfassung statt. Hier fiel die Ablehnung des Vertragswerkes mit 61,5 % sogar noch deutlicher aus als in Frankreich.